# Xining
Xining er hovedstad i den kinesiske provins Qinghai, og har 800.000 indbyggere (2003). 
- Wikimedia Commons har flere filer relateret til Xining

36°37′26″N 101°46′43″Ø / 36.62386°N 101.77866°Ø